# Lowestoft
Lowestoft – miasto i civil parish w Wielkiej Brytanii, w Anglii, w hrabstwie Suffolk, w dystrykcie East Suffolk, nad Morzem Północnym. W 2001 roku miasto liczyło 68 340 mieszkańców. Najdalej na wschód wysunięty obszar kraju. Lowestoft zostało wspomniane w Domesday Book (1086) jako Lothuwistoft.

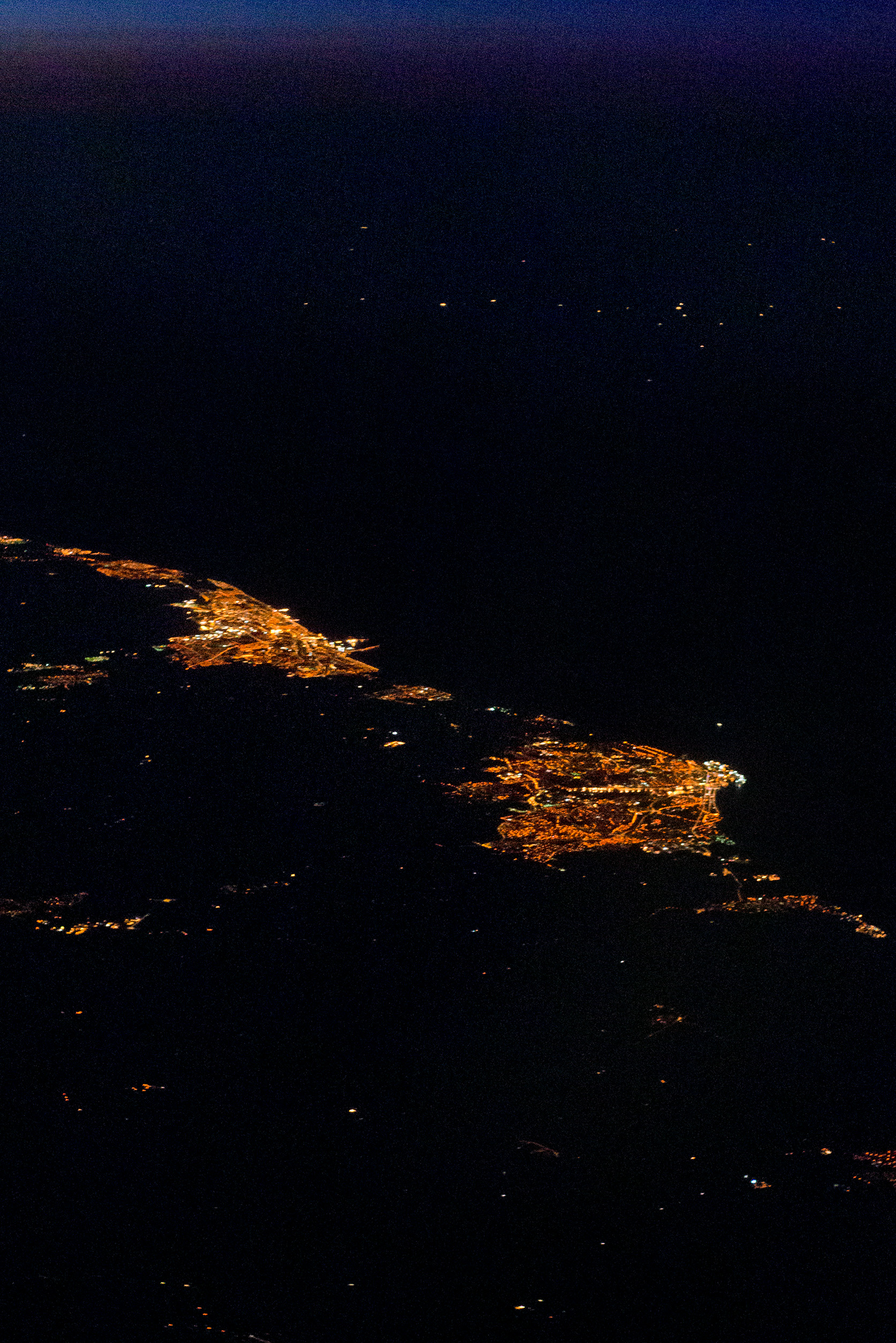
Lowestoft (z prawej) oraz sąsiednie Great Yarmouth (z lewej) w nocy

Opis miasta oraz jego okolic w formie eseju literackiego można znaleźć w książce W.G. Sebalda: "Pierścienie Saturna. Angielska pielgrzymka".
W mieście rozwinął się przemysł elektrotechniczny, obuwniczy, samochodowy oraz spożywczy. Na zachód od miasta znajduje się obszar chronionej przyrody The Broads.
W mieście jest stacja kolejowa Lowestoft.

## Miasta partnerskie
- Plaisir, Francja
- Katwijk, Holandia